# Scandale du Teapot Dome

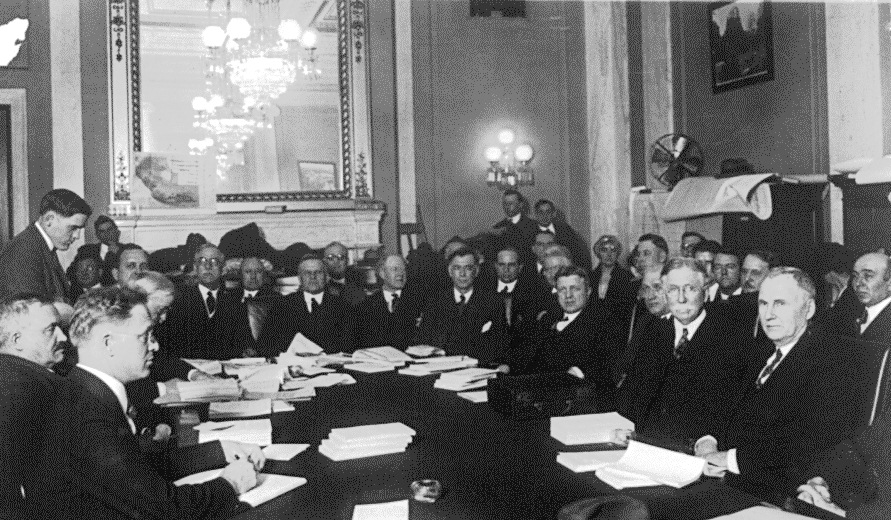
L'homme d'affaires Edward L. Doheny (second à partir de la droite, à table) témoignant devant la commission sénatoriale chargée de l'enquête sur les concessions pétrolières du Teapot Dome en 1924.

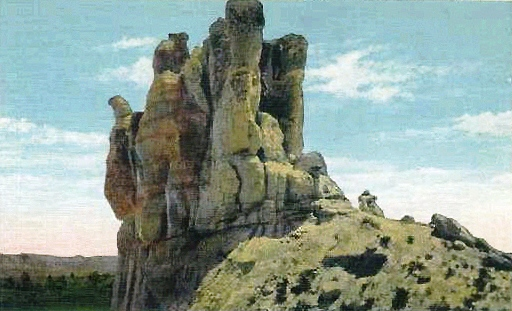
Le Teapot Dome à l'époque du scandale.

Le  scandale du Teapot Dome est une affaire de corruption qui s'est déroulée aux États-Unis entre 1920 et 1923, sous l'administration du président Warren G. Harding. Des compagnies pétrolières corrompent le secrétaire à l'Intérieur Albert Bacon Fall pour obtenir des concessions d'exploitation.
Alors que l'administration démocrate précédente du président Woodrow Wilson refuse toutes leurs demandes de concessions pétrolières, le secrétaire à l'Intérieur Albert B. Fall dans l'administration du président Harding décide de concéder à des sociétés privées l'exploitation des Réserves navales de pétrole et de schiste bitumineux de la marine américaine de Teapot Dome (en), dans le Wyoming — réserves normalement prévues pour disposer d'une autonomie énergétique en cas de conflit — ainsi que deux autres situées en Californie, moyennant une redevance particulièrement basse et en l'absence d'une adjudication mettant d'autres sociétés en concurrence. Fall est finalement reconnu coupable d'avoir accepté des pots-de-vin de la part des sociétés pétrolières.  

## Chronologie
Le 31 mai 1921, le président Harding signe l'ordre de transfert des champs pétroliers au secrétariat à l'Intérieur.
Le 18 novembre 1921, les plus puissants pétroliers des États-Unis se réunissent à New York, à l'hôtel Vanderbilt, sur Park Avenue, afin de finaliser la concession du gisement de Teapot Dome.
Le 30 décembre 1921, la concession est signée dans le ranch d'Albert Fall à Three Rivers au Nouveau-Mexique : elle rapportera au magnat du pétrole Harry Sinclair 495 millions de dollars, soit 6,2 milliards d'aujourd'hui[Quand ?] (4,7 milliards d'euros), sur une durée de vingt ans, tandis que Fall reçoit un dessous-de-table de 400 000 dollars. Ce dernier souhaitant acquérir un deuxième ranch de 1 500 hectares par ailleurs, il se fait prêter 100 000 dollars par un autre pétrolier, Edward L. Doheny, qui lui fait promettre de rejoindre son entreprise dès qu'il ne serait plus ministre : en échange, Fall lui laisse la concession des champs pétrolifères californiens d'Elk Hills.
En avril 1922, sous l'impulsion du sénateur du Wisconsin Robert M. La Follette, le Sénat ouvre une enquête sur l'affaire. The Denver Post fait également des révélations, avant que Harry Sinclair ne corrompe les deux propriétaires du journal en leur demandant de cesser les attaques en échange d'un million de dollars.
En octobre 1923, l'enquête du Sénat reprend sous la houlette du sénateur démocrate du Montana, Thomas J. Walsh.
En janvier 1924, Doheny confesse, devant une commission du Sénat, qu'il a consenti le fameux crédit qui a permis à Fall d'acquérir son deuxième ranch.
En 1927, Fall, malade, comparaît aux côtés d'Harry Sinclair et Edward Doheny pour « conspiration criminelle ». Gerald Nye, un sénateur républicain du Dakota du Nord, président du comité d'investigation du Sénat, déclare à la presse que Harry Sinclair devrait être condamné à mort pour avoir tenté de corrompre le jury.
En 1928, Sinclair est innocenté, mais il est tout de même emprisonné durant sept mois en 1929. Doheny est quant à lui acquitté en 1930. Enfin, Albert Fall devient le premier membre d'un gouvernement américain condamné pour félonie et se voit infliger un an de prison et 100 000 dollars d'amende.